# Stefan Deuling
Stefan Deuling (31 juli 2000) is een Nederlands voetballer die als middenvelder voor Harkemase Boys speelt.

## Carrière
Stefan Deuling speelde in de jeugd van Be Quick 1887 en SC Cambuur. Sinds 2019 speelt hij voor Jong SC Cambuur. Op 28 oktober 2020 debuteerde hij in het eerste elftal van SC Cambuur, in de met 2-2 gelijkgespeelde bekerwedstrijd tegen RKC Waalwijk die uiteindelijk na penalty's werd gewonnen door Cambuur. Hij kwam in de 90+1e minuut in het veld voor Delano Ladan. Aan het einde van het seizoen zat hij ook enkele wedstrijden op de bank in de Eerste divisie, waar Cambuur kampioen werd. In het seizoen erna zat hij de eerste drie eredivisiewedstrijden op de bank, maar kwam het hele seizoen niet in actie. In 2022 vertrok hij naar Harkemase Boys.

### Statistieken
| Seizoen                       | Club           | Land           | Competitie         | Competitie | Competitie | Beker | Beker | Totaal | Totaal |
| Seizoen                       | Club           | Land           | Competitie         | Wed.       | Dlp.       | Wed.  | Dlp.  | Wed.   | Dlp.   |
| ----------------------------- | -------------- | -------------- | ------------------ | ---------- | ---------- | ----- | ----- | ------ | ------ |
| 2020/21                       | SC Cambuur     | Nederland      | Eerste divisie     | 0          | 0          | 1     | 0     | 1      | 0      |
| 2021/22                       | SC Cambuur     | Nederland      | Eredivisie         | 0          | 0          | 0     | 0     | 0      | 0      |
| 2022/23                       | Harkemase Boys | Nederland      | Derde divisie zat. | 29         | 1          | 2     | 0     | 31     | 1      |
| 2023/24                       | Harkemase Boys | Nederland      | Derde divisie A    | 16         | 7          | 2     | 1     | 18     | 8      |
| Carrièretotaal                | Carrièretotaal | Carrièretotaal | Carrièretotaal     | 45         | 8          | 5     | 1     | 50     | 9      |
| Bijgewerkt op 13 januari 2024 |                |                |                    |            |            |       |       |        |        |